# 郭柏年
郭柏年（英語：Samson Kwok Pak-nin，1984年3月25日—），香港哲學學者，畢業於香港中文大學哲學系。現為香港中文大學哲學系高級講師。

## 簡歷
郭柏年自小患有俗稱「玻璃骨」的成骨不全症，因而須使用輪椅出入。 郭柏年於香港中文大學哲學系先後取得其學士、碩士及博士學位。於2010年取得博士學位後，曾於香港專上學院及香港中文大學通識教育部任職講師。 其主要研究興趣包括倫理學、人生哲學、非形式邏輯及社會政治哲學。
2017年，郭柏年曾任香港電台電視部港台電視31《五夜講場：哲學有偈傾》主持，亦有為《明報》撰寫「三松閣」專欄文章。
2018年，郭柏年加入香港中文大學哲學系，並先後出任該系講師及高級講師。

## 著作

### 書刊
- 2020年：《定見之外——生活日常的哲學短篇》
- 2024年：《流光之中——時間向度的人生哲學短篇》

### 論文
- 〈規範道德理論的結構－論卡根的區分法〉
- 〈批判思考與邏輯語用學〉

## 主持
- 2017年：香港電台電視部《五夜講場：哲學有偈傾》

## 獎項
- 2017年：香港中文大學2016年度校長模範教學獎[4]
- 2017年：香港中文大學2016年度通識模範教學獎[2]
- 2021年：香港中文大學2020年度通識模範教學獎[2]